# Amanita liquii
Amanita liquii là một loài nấm được tìm thấy ở Trung Quốc phân bố đến độ cao lên đến 4000 m. Nó mọc từ tháng 7 đến 9.